# Moray Firth
Moray Firth (gael. An Cuan Moireach lub Linne Mhoireibh) – zatoka Morza Północnego o trójkątnym kształcie, u północno-wschodnich wybrzeży Szkocji. Jest największą zatoką Szkocji. Jej wschodnia granica rozciąga się od Duncansby Head (niedaleko John o'Groats) na północy, na terenie hrabstwa Highland, do miasta Fraserburgh na południu, na terenie hrabstwa Aberdeenshire. Najbardziej wysuniętym na zachód punktem jest miejsce, gdzie łączy się z zatoką Beauly Firth, niedaleko Inverness. Długość wybrzeża zatoki wynosi ok. 800 kilometrów, w większości o charakterze klifowym.
Do zatoki Moray Firth uchodzi wiele rzek, takich jak Ness i Spey. Moray Firth łączy się także z wieloma mniejszymi przybrzeżnymi zatokami jak Cromarty Firth czy Dornoch Firth. 
Zatoka Moray Firth złożona jest faktycznie z dwóch części, wewnętrznej Moray Firth, która znana jest tradycyjnie jako Firth of Inverness, oraz zewnętrznej Moray Firth, która jest szeroko otwarta na Morze Północne. Nazwa "Firth of Inverness" jest obecnie rzadko spotykana na współczesnych mapach.